# Šurianky
Šurianky és un poble i municipi d'Eslovàquia que es troba a la regió de Nitra, al sud-oest del país. El 2021 tenia 588 habitants.

## Història
La primera menció escrita de la vila es remunta al 1265.

## Demografia
| Godina             | 1994 | 2004   | 2014   | 2024   |
| ------------------ | ---- | ------ | ------ | ------ |
| Nombre de persones | 537  | 569    | 598    | 572    |
| Diferència         |      | +5,95% | +5,09% | −4,34% |

| Godina             | 2023 | 2024   |
| ------------------ | ---- | ------ |
| Nombre de persones | 585  | 572    |
| Diferència         |      | −2,22% |